# Ostrany, Hrušovo
Ostrany este o comună slovacă, aflată în districtul Hrušovo din regiunea Rimavská Sobota. Localitatea se află la altitudinea de 310 m deasupra n.m.. 